# Sideritis scardica
Sideritis scardica là một loài thực vật có hoa trong họ Hoa môi. Loài này được Griseb. miêu tả khoa học đầu tiên năm 1844.

## Hình ảnh

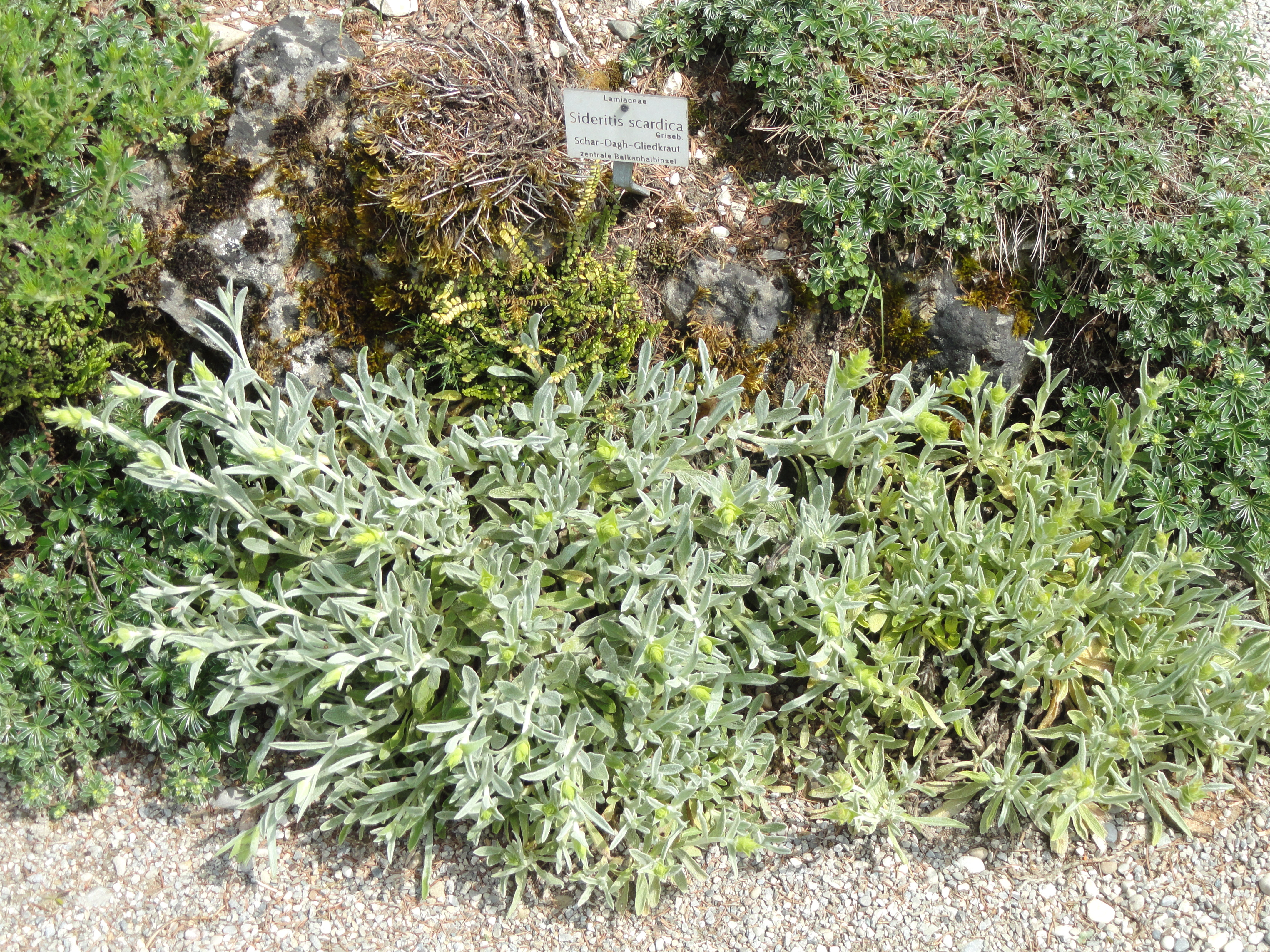
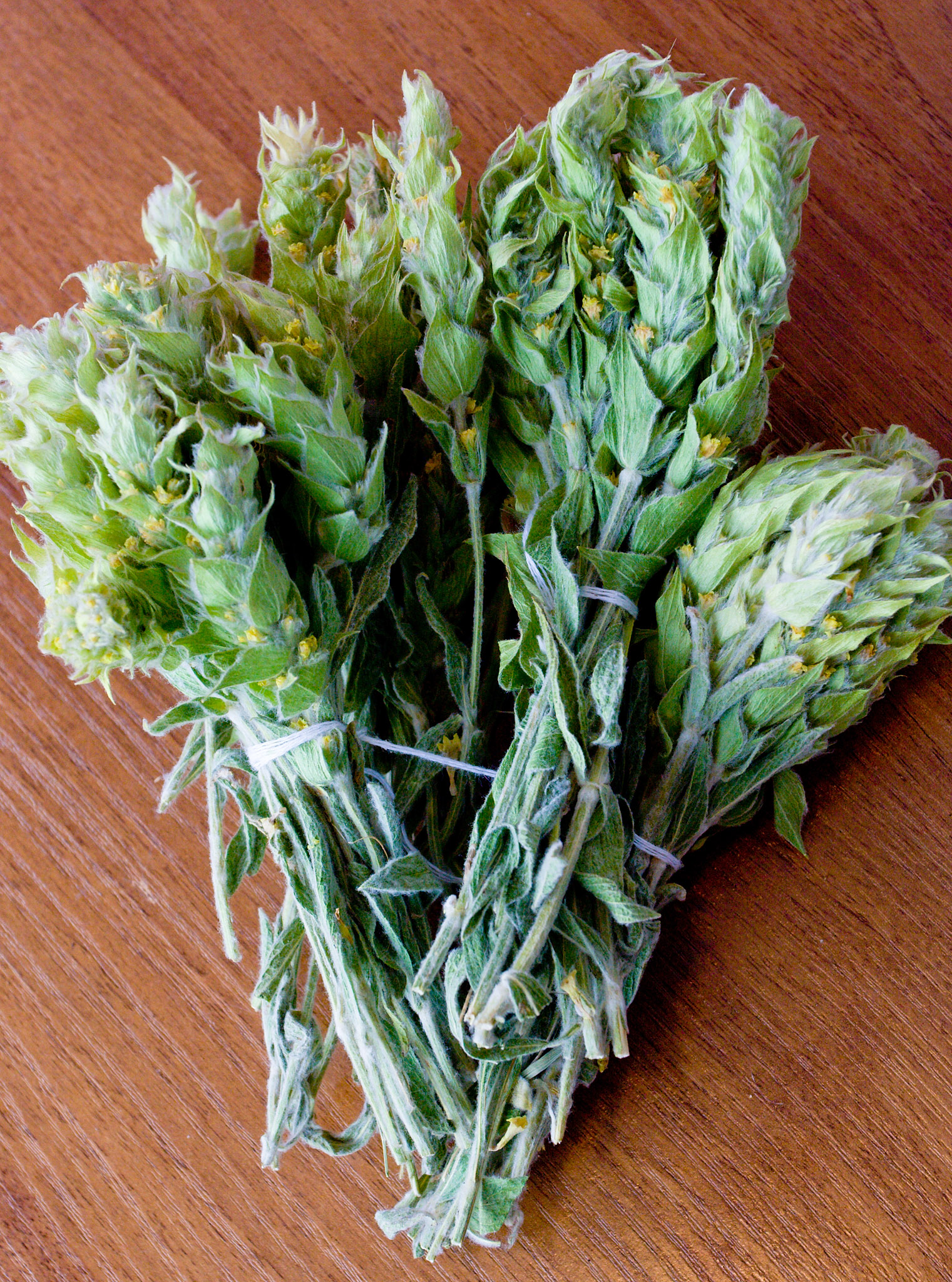
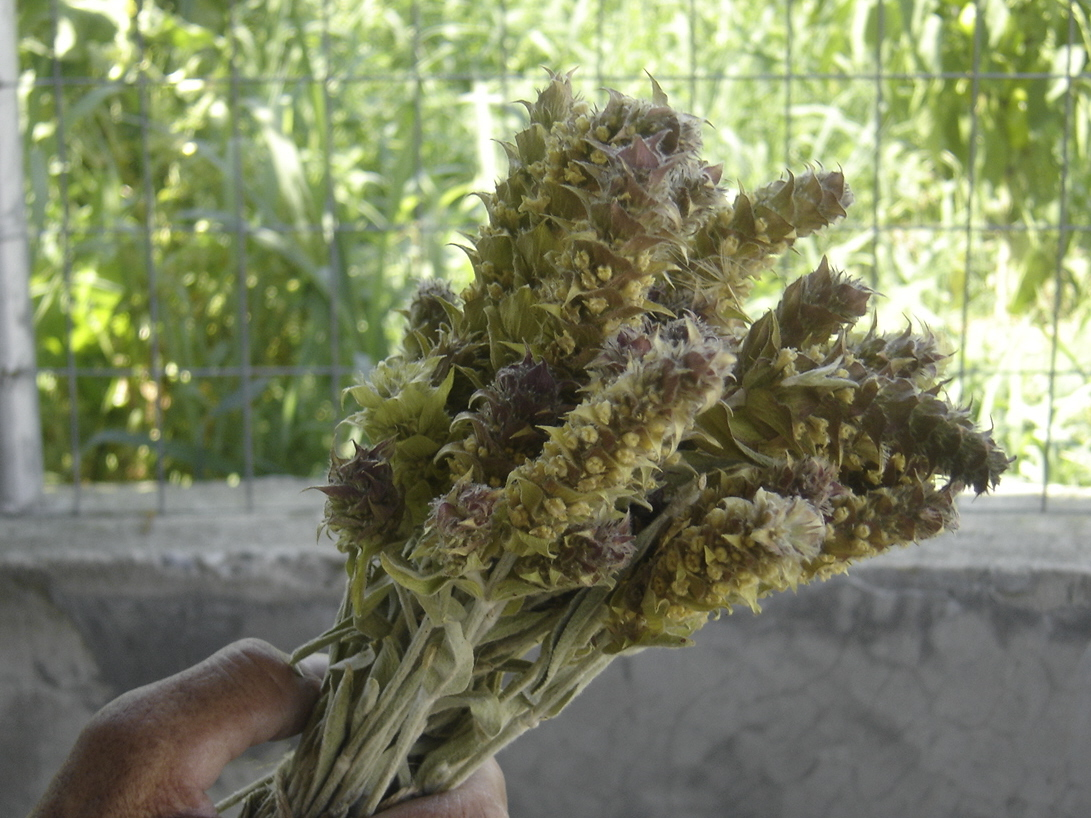